# 阿爾米圖·海洛耶
阿爾米圖·海洛耶（Alemitu Heroye，1995年5月9日—）是一名衣索比亞田徑運動員，主攻長跑項目。她曾獲得世界青年田徑錦標賽女子5000公尺冠軍。

## 賽事記錄
| 年            | 賽事             | 舉辦城市         | 名次          | 項目                | 記錄          |
| 代表 衣索比亞 | 代表 衣索比亞    | 代表 衣索比亞    | 代表 衣索比亞 | 代表 衣索比亞       | 代表 衣索比亞 |
| ------------- | ---------------- | ---------------- | ------------- | ------------------- | ------------- |
| 2011          | 世界青少年錦標賽 | 法國             | 第5名         | 3000公尺            | 9:04.53       |
| 2012          | 非洲越野錦標賽   | 南非開普敦       | 第5名         | 青年女子組（6公里） | 19:55         |
| 2013          | 世界越野錦標賽   | 波蘭比得哥什     | 季軍          | 青年女子組（6公里） | 17:57         |
| 2013          | 非洲青年錦標賽   | 模里西斯巴姆布斯 | 季軍          | 5000公尺            | 16:08.05      |
| 2014          | 非洲越野錦標賽   | 烏干達坎帕拉     | 亞軍          | 青年女子組（6公里） | 19:05         |
| 2014          | 世界青年錦標賽   | 美國尤金         | 冠軍          | 5000公尺            | 15:10.08      |
| 2015          | 世界越野錦標賽   | 中國貴陽         | 第4名         | 成年女子組（8公里） | 26:14         |
| 2015          | 世界錦標賽       | 中國北京         | 第7名         | 10,000公尺          | 31:49.73      |

## 個人紀錄
室外
- 3000公尺 - 8:36.87（布魯塞爾，2014年9月5日）
- 2英里 - 9:20.81（2014年8月24日）
- 5000公尺 - 14:43.28（上海，2015年5月17日）
- 10,000公尺 - 30:50.83（亨厄洛，2015年6月17日）

## 外部連結
- 阿爾米圖·海洛耶在的頁面